# Krastjo Sarafow

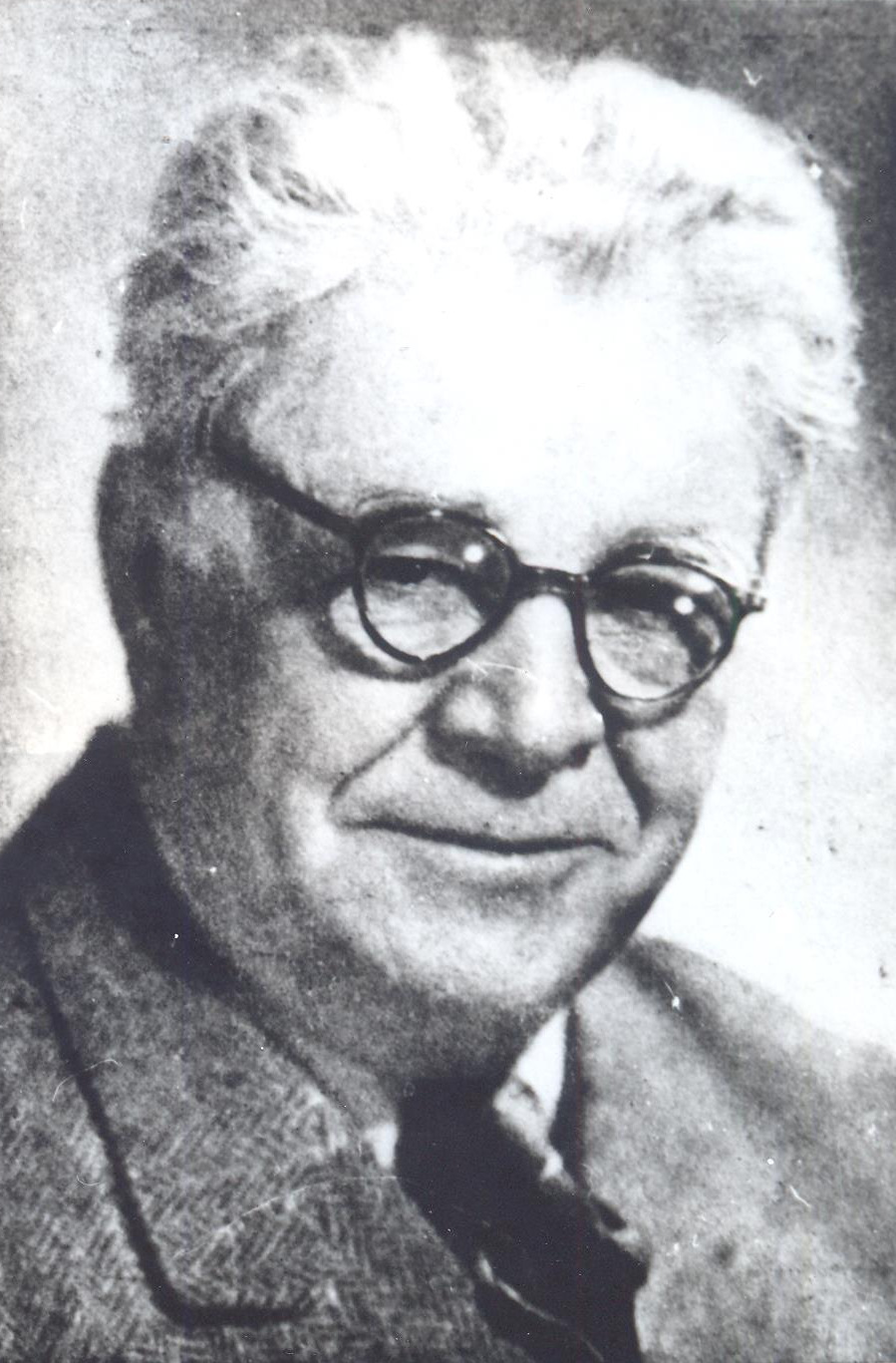
Krastjo Sarafow, vor 1943

Krastjo Petrow Sarafow (bulgarisch Кръстьо Петров Сарафов; * 6. April 1876 in Libjachowo; † 27. August 1952 in Sofia) war ein bulgarischer Schauspieler.

## Leben
Sarafow besuchte die bulgarischen Schule in Serres, das Männergymnasium von Thessaloniki und machte schließlich seinen Abschluss am Ersten Männergymnasium in Sofia. Die Eltern von Krastjo Sarafow waren jedoch strikt dagegen, dass er Künstler wird und schickten ihn zum Studium nach Adrianopel, um ihn von seiner Liebe zum Theater abzubringen. 1893 schloss er das bulgarische Männergymnasium Adrianopel ab und kehrte nach Bulgarien zurück.
Sarafow studierte anschließend bei Aleksander Pawlowisch Lenski an der Schauspielschule in Sankt Petersburg. Als Schauspieler war er am Nationaltheater in Sofia tätig.
Zu seinen bedeutendsten Rollen gehörten Nikita in Die Macht der Finsternis von Leo Tolstoi, Fedja in Der lebende Leichnam von Leo Tolstoi, Famusow in Verstand schafft Leiden von Alexander Sergejewitsch Gribojedow, Golemanow von Kostow und Tartuffe von Molière.
Er gilt als einer der wichtigsten Vertreter und Wegbereiter des bulgarischen Theaters und wurde mit dem Dimitrow-Preis ausgezeichnet. Von 1952 bis 1962 war das Nationaltheater nach ihm benannt. Heute trägt die Nationale Akademie für Theater- und Filmkunst „Krastjo Sarafow“ seinen Namen.
Sein Bruder war der Freiheitskämpfer Boris Sarafow (1872–1907).